# The Final Girls
The Final Girls is een Amerikaanse komische slasher-film uit 2015 onder regie van Todd Strauss-Schulson met in de hoofdrollen Taissa Farmiga en Malin Åkerman. Het verhaal gaat over een groep middelbare scholieren die in de slasher-film Camp Bloodbath uit 1986 terechtkomen.

## Verhaal
Max Cartwright wacht in de auto terwijl haar moeder, actrice Amanda Cartwright, auditie doet voor een film. Bij terugkomst klaagt Amanda dat ze alleen herinnerd zal worden als scream queen Nancy in de slasher-film Camp Bloodbath uit 1986, een cultklassieker. Op weg naar huis raken de twee betrokken bij een auto-ongeluk en komt Amanda om het leven.
Drie jaar later, op de sterfdag van haar moeder, studeert Max met haar vrienden Gertie en Chris. Gertie's stiefbroer Duncan, een horrorfilmfanaat, duikt op en overtuigt Max over om een speciale dubbelvoorstelling van Camp Bloodbath 1 en 2 bij te wonen. Vicki, Chris' irritante ex-vriendin en voormalige beste vriendin van Max, is er ook. Tijdens de film breekt er per ongeluk brand uit in de bioscoop. Om zichzelf in veiligheid te brengen, snijdt Max een gat in het scherm en stapt de groep erdoorheen.
Max, Chris, Gertie, Duncan en Vicki worden wakker in het bos. Ze komen een busje tegen met personages uit Camp Bloodbath, die de weg naar het kamp vragen. Het busje vertrekt om na elke 92 minuten weer op te duiken. De groep realiseert zich dat ze in een tijdlus zitten en op de een of andere manier in de film zijn beland. Wanneer het busje weer terugkomt, doet het vijftal zich voor als nieuwe kampbegeleiders en lift mee naar het kamp. Ze laten de eerste paar moorden ongestoord plaatsvinden. De antagonist van de film, de met een machete zwaaiende moordenaar Billy Murphy, ziet hen maar staart hen alleen aan zonder aan te vallen. Duncan probeert een selfie met Billy te maken maar wordt neergestoken, waardoor de groep zich realiseert dat ze niet gespaard zullen blijven omdat ze geen filmpersonages zijn.
De groep probeert de cast ervan te weerhouden seks te hebben want Billy verschijnt steeds wanneer dat gebeurt. Chris leidt Kurt af, terwijl Max Nancy overhaalt maagd te blijven. Gertie blijft bij Blake en Vicki blijft bij Paula die de "Final Girl" van de film is, het meisje dat als laatste overblijft en de schurk doodt. Wanneer Gertie het onderwerp Billy aansnijdt, worden de begeleiders gewaarschuwd dat de urban legend van Billy echt is en dat ze zullen vermoord worden. In paniek proberen de begeleiders te vluchten. Kurt en Paula rijden weg, maar wanneer Duncan levend tevoorschijn komt, raakt de auto hem en botst vervolgens tegen een totempaal, waarbij ze alle drie omkomen.
Nu Max en de anderen beseffen dat er personages kunnen sterven die oorspronkelijke in de film overleefden, besluiten ze iedereen te redden die ze kunnen. Ze trekken Tina een reddingsvest en wanten aan om te voorkomen dat ze begint te strippen. Ze besluiten ook dat Max als enige overgebleven maagd de nieuwe "Final Girl" is en smeden een plan om Billy's machete te bemachtingen zodat ze hem kan doden en de film kan beëindigen. Ondertussen raken Max en Nancy aan elkaar gehecht en speculeren ze dat Nancy, als ze overleeft, misschien met Max mee naar huis kan gaan en kan zijn wie ze maar wil.
De groep plaatst boobytraps in de hut, waarna Tina Billy naar hen toe lokt met een striptease. Tina raakt in paniek als Billy dichterbij komt en overlijdt wanneer ze struikelt en per ongeluk met haar hoofd in een berenklem belandt. Blake, Vicki en Gertie worden ook gedood tijdens hun gevecht met Billy. Chris, Nancy en Max vluchten weg uit de hut en Billy zet de achtervolging in. Ze proberen te ontsnappen in een flashback, maar Chris wordt neergestoken en Billy ontvoert Nancy. Max vindt haar in Billy's schuilplaats en de twee meisjes vechten met hem, maar Max wordt neergestoken voordat ze kunnen ontsnappen.
Nadat de twee zich terugtrekken in de kapel, vertelt Max Nancy dat ze in het echte leven haar moeder is. Nancy beseft dat ze zichzelf moet opofferen zodat Max de echte "Final Girl" kan worden. De twee nemen in tranen afscheid van elkaar, voordat Nancy Billy met een striptease lokt en gedood wordt. Nu Max de "Final Girl" is, bezit ze de kracht om Billy te doden. Ze vechten en uiteindelijk onthoofdt ze hem met zijn eigen machete. Een gewonde Chris arriveert en de twee kussen elkaar, terwijl de aftiteling van Camp Bloodbath in de lucht verschijnt.
Max ontwaakt in het ziekenhuis, waar ze herenigd wordt met haar vrienden. De groep hoort de dreigende muziek die elke keer weerklinkt als Billy Murphy in aantocht is en ze beseffen dat ze in Camp Bloodbath 2: Cruel Summer zitten. Billy stormt door de glazen deuren van het ziekenhuis als de titel verschijnt en Max valt hem aan.

## Rolverdeling

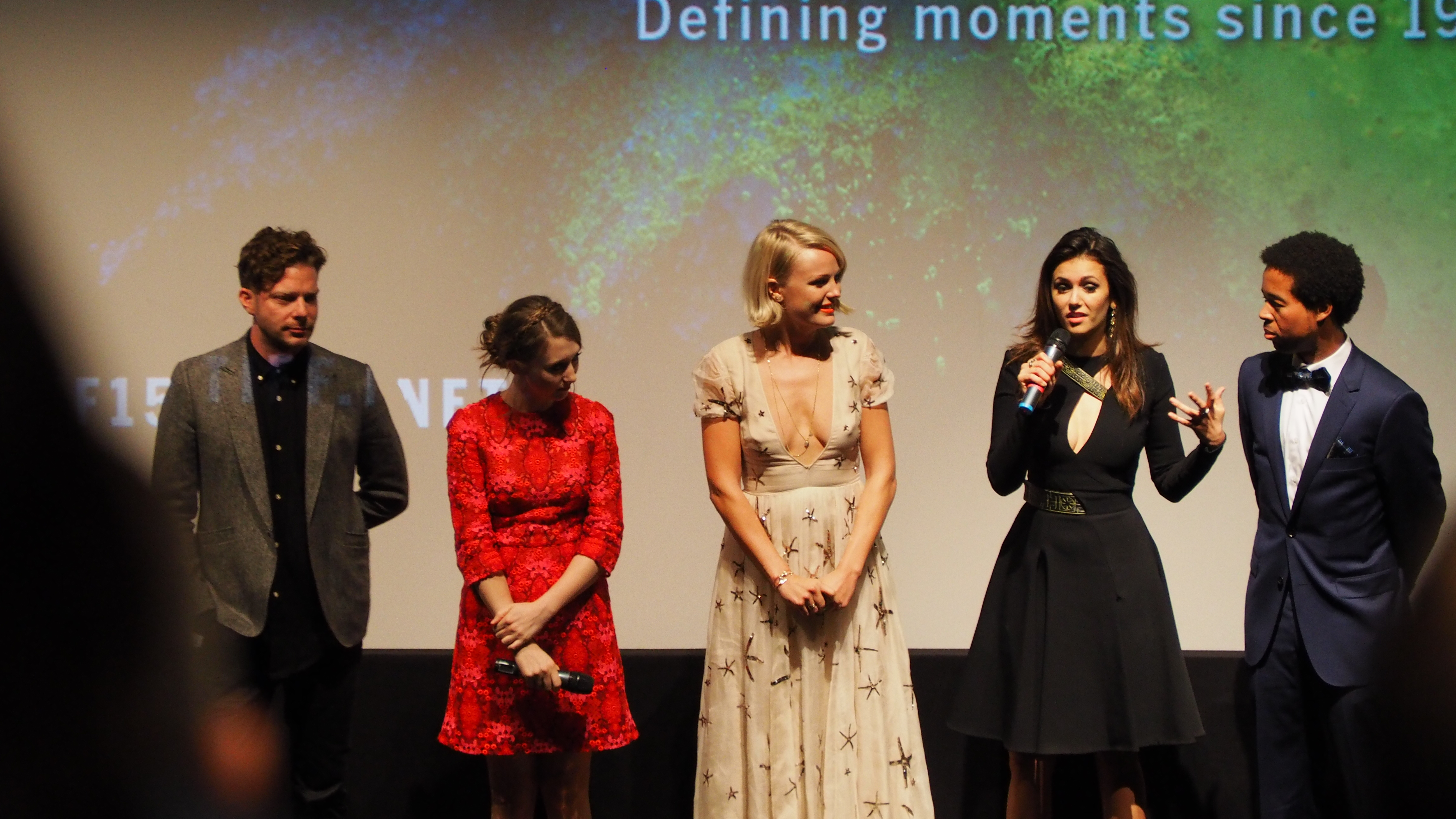
De cast van The Final Girls op het Internationaal filmfestival van Toronto met v.l.n.r. regisseur Todd Strauss-Schulson, Taissa Farmiga, Malin Åkerman, Nina Dobrev en Tory N. Thompson.

| Acteur             | Personage                 |
| ------------------ | ------------------------- |
| Taissa Farmiga     | Max Cartwright            |
| Malin Åkerman      | Nancy / Amanda Cartwright |
| Alexander Ludwig   | Chris Briggs              |
| Nina Dobrev        | Vicki Summers             |
| Alia Shawkat       | Gertie Michaels           |
| Thomas Middleditch | Duncan                    |
| Adam DeVine        | Kurt                      |
| Angela Trimbur     | Tina                      |
| Chloe Bridges      | Paula                     |
| Tory N. Thompson   | Blake                     |
| Reginald Robinson  | Hunky Hiker               |
| Lauren Gros        | Mimi                      |
| Daniel Norris      | Billy Murphy              |
| Eric Carney        | Billy als tiener          |
| Bryce Romero       | pestkop                   |

## Release en ontvangst
The Final Girls ging op 13 maart 2015 in première op South by Southwest. De film werd vevolgens ook vertoond op het Stanley Film Festival, het LA Film Festival, het Internationaal filmfestival van Toronto en het Filmfestival van Sitges. Op 9 oktober 2015 werd de film uitgebracht via video on demand en was de film te zien in een beperkt aantal bioscopen. Eind 2015 verscheen de film op dvd en blu-ray.
De film behaalde een score van 76% (78 beoordelingen) op Rotten Tomatoes, met een gemiddelde score van 6,3/10. Op Metacritic kreeg de film een score van 59 op 100 (13 beoordelingen), wat duidt op "gemengde of middelmatige recensies".

## Trivia
- Zowel scenarioschrijver M.A. Fortin als regisseur Strauss-Schulson lieten in 2015 uitschijnen dat er een sequel zou kunnen komen. Sindsdien is daarover niets meer vernomen.